# بييرلويجي سيرا
بييرلويجي سيرا (بالإيطالية: Pierluigi Cera)‏ (مواليد 25 فبراير 1941) هو لاعب كرة قدم. يلعب مع منتخب إيطاليا لكرة القدم. سبق له أن لعب في كأس العالم لكرة القدم مع منتخب بلاده.

## روابط خارجية
- بييرلويجي سيرا على موقع الاتحاد الدولي (مؤرشف)  (الإنجليزية)
- بييرلويجي سيرا على موقع قاعدة بيانات كرة القدم.إي يو (الإنجليزية)
- بييرلويجي سيرا على موقع ناشيونال فوتبول تيمز (الإنجليزية)
- بييرلويجي سيرا على موقع عالم كرة القدم.نت (الإنجليزية)